# آنیلین یلو
آنیلین یلو (به انگلیسی: Aniline Yellow) با فرمول شیمیایی ۱۹۷٫۲۴ گرم بر مول یک ترکیب شیمیایی  است. شکل ظاهری این ترکیب، 4-Phenyldiazenylaniline است.